# Геліофізика
Фізика Сонця (Геліофізика) — розділ фізики, присвячений вивченню поведінки Сонця. Включає вивчення сонячного спектра, природи та причин виникнення явищ на його поверхні, зокрема внутрішні термічні, електричні, магнітні, ядерні та гравітаційні процеси.

### Сонце як зоря
Сонце — найближча до Землі зоря, його світло доходить до нас за вісім з третиною хвилин. Сонце належить до типу зірок, званих жовтими карликами. За абсолютною величиною зоряної світності Сонце має яскравість +4.83, спектральний клас G2V. Клас G2 означає, що зірка має температуру поверхні ТС ≈ 5780 К. У зоряному сімействі спостережуваному Всесвіті, на класичній діаграмі Герцшпрунга-Ресселла «температура-світність» Сонце розташоване на головної послідовності. Найближча до Сонячної системи зірка — це червоний карлик 12-ї зоряної величини Проксима Центавра (Proxima Centauri). Зоря має паралакс 0.762, тобто відстань до неї одно 1.31 парсек (4.3 світлові роки). Сонце знаходиться поблизу площини нашої Галактики, недалеко від кордону одного з її спіральних рукавів. При цьому Сонце занурене всередину частково іонізованої локальної міжзоряної хмари й рухається в міжзоряному середовищі в напрямку кордону сузір'їв Ліри та Геркулеса зі швидкістю близько 25 км/с відносно зірок, видимих неозброєним оком. Швидкість руху Сонця навколо центру Галактики (Нашого «Чумацького Шляху») становить близько 250 км/с. Від центру Галактики Сонце відокремлюють майже 30 000 світлових років. Приблизно така ж відстань лежить між Сонцем і околицею Галактики. Період обертання Сонця навколо центру Галактики Галактичний рік) становить ~ 230 млн років.

## Геліофізика
Наукові дослідження Сонця почалися відразу після винаходу телескопа. У 1611—1612 роках Г. Галілеєм і майже одночасно німецькими астрономами К. Шейнером і І. Фабриціусом були відкриті сонячні плями. Однак тільки Галілей зумів використати свої спостереження для з'ясування справжньої природи плям. Винахід спектрального аналізу і фотографії підтвердило газову природу речовини Сонця, значно розширило можливості вивчення фізичних властивостей, хімічного складу, руху і структури сонячної речовини. Крім плям виявилося безліч інших проявів сонячної активності, що мають динамічний і нестаціонарний характер. Німецький астроном Г. Швабе в 1844 році опублікував висновок про цикл появи сонячних плям. В результаті постійного вдосконалення техніки та методів фізичних досліджень Сонця було створено безліч спеціалізованих сонячних установок і телескопів. Детальним дослідженням Сонця сприяє величезна потужність його випромінювання. Це допускає використання великих, довгофокусних сонячних телескопів, вперше створених американським астрономом Д. Е. Хейл, спочатку горизонтального (в 1903), а потім (в 1908) вертикального (баштового, з меншим спотворенням зображення). Кращі сучасні сонячні інструменти роблять вакуумними, з похилим ходом основного світлового потоку від об'єктива. Хейл винайшов також спектрогеліоскоп, що дозволив спостерігати зображення Сонця в випромінюванні окремих сонячних спектральних ліній. Застосування фотографії перетворило інструмент в спектрогеліограф, а створені французьким астрономом Б. Ліо інтерференційно-поляризаційні фільтри дозволили відмовитися від механічного сканування зображення. З виникненням радіоастрономії була остаточно вирішена загадка природи сонячної корони, а космічні дослідження, які зробили астрономію всехвильовий, дозволили встановити властивості сонячного вітру (динамічного продовження сонячної корони в міжпланетний простір) і визначити параметри та властивості геліосфери.

### Сонячна активність і цикли сонячної активності
Сонячна активність — комплекс явищ і процесів, пов'язаних з утворенням і розпадом в сонячній атмосфері сильних магнітних полів.
Найбільш вивчений вид сонячної активності — зміна числа сонячних плям. Перші повідомлення про плями на Сонці належать спостереженням 800 р. до н. е. у Китаї, перші малюнки відносяться до 1128 р.. У 1610 р. астрономи почали використовувати телескоп для спостереження Сонця. Початкові дослідження фокусувалися на природі плям і їх поведінці. Попри те, що фізична природа плям залишалася неясною аж до XX століття, спостереження тривали. У XV і XVI ст. досліджень було мало, що зараз розглядається як тривалий період низької сонячної активності, який називається мінімумом Маундера. До XIX століття вже був досить тривалий ряд спостережень числа плям, щоб визначити періодичні цикли в активності Сонця. У 1845 р. професори Д. Генрі та С. Александер з Принстонського університету спостерігали Сонце за допомогою термометра і визначили, що плями випромінюють менше радіації в порівнянні з навколишніми областями Сонця. Зв'язок змін сонячної активності та клімату Землі досліджується починаючи з 1900 року. Статистичні дослідження зв'язку погоди та клімату з сонячною активністю були популярні протягом століть, починаючи принаймні з 1801 року, коли У. Гершель зауважив зв'язок між кількістю сонячних плям і цінами на пшеницю. Зараз цей зв'язок встановлюється з використанням великих наборів даних, отриманих наземними станціями та метеорологічними супутниками, із застосуванням погодних моделей і спостережень поточної активності Сонця.
Цикли сонячної активності. Період сонячного циклу в середньому становить 11 років, стандартне відхилення — 14 місяців. Цикл від циклу відрізняється за амплітудою. Середня амплітуда дорівнює 110 Числам Вольфа. Кожен цикл має характер сплеску тим самим перекриваючи з попереднім і наступним протягом близько 18 місяців. Сонячні плями з'являються на широтах близько 30 градусів. Під час циклу плями утворюються все ближче і ближче до екватора. Область активності розширюється за широтою протягом фази зростання і звужується на фазі спаду активності. Сонячна активність має Довгоперіодні варіації близько 7-8 циклів (цикл Глейсберга). Сонячна активність має короткоперіодні варіації порядку 154 діб і 1.3 року. Сонячна активність має глобальні мінімуми та максимуми.